# Sideritis tugiensis
Sideritis tugiensis là một loài thực vật có hoa trong họ Hoa môi. Loài này được S.Ríos, M.B.Crespo & D.Rivera mô tả khoa học đầu tiên năm 2001.